# یوشیو نیشینا
 یوشیو نیشینا (ژاپنی: 仁科 芳雄؛ زاده ۶ دسامبر ۱۸۹۰ درگذشته ۱۰ ژانویهٔ ۱۹۵۱) یک فیزیک‌دان اهل ژاپن بود. 